# Суроям
Суроям (рос. Суроям) — річка в Росії, що протікає в Нязепетровському районі Челябінської області, ліва притока Уфи (басейн Ками). Довжина 44 км.
Поруч з руслом річки розташоване Суроямське родовище залізної руди, що назване на честь річки. 